# Deskarado
Deskarado es el primer álbum de la banda uruguaya de rock La Vela Puerca. Fue grabado a fines de 1997 y publicado en marzo de 1998 por el sello independiente Obligado Records, y contó con la producción del músico uruguayo Claudio Taddei. El álbum tuvo una buena difusión y fue un gran éxito de ventas llegando a conseguir un disco de oro y uno de platino. 
El trabajo fue reeditado a finales de 1999 bajo la supervisión del afamado productor argentino Gustavo Santaolalla a través de la discográfica Surco/Universal con el nombre de La Vela Puerca.
Tal como en varias agrupaciones, el disco debut de La Vela refleja su etapa underground, es decir, canciones compuestas años antes de ser grabadas en un estudio; con un liviano sonido de rock, reggae, ska y algo de murga y folklore sudamericano. Fue el carácter fiestero y la actitud crítica e irónica de estas canciones lo que los llevó a ser comparados en algún momento con Mano Negra. 
Varios temas destacan de esta producción como Madre resistencia, Mi semilla, Común cangrejo, De tal palo, tal astilla y Vuelan palos (cuyo riff es un cántico de guerra de sus fanes en los conciertos: "Vamos, vamos la vela, vamos la vela de mi corazón!")

## Lista de canciones
| N.º   | Título                     | Escritor(es)                         | Duración |  |
| 1.    | «Alta magia»               | Sebastián Teysera                    | 02:13    |  |
| 2.    | «El Bandido Salto de mata» | Sebastián Teysera                    | 02:46    |  |
| 3.    | «Común cangrejo»           | Sebastián Teysera                    | 02:15    |  |
| 4.    | «Madre resistencia»        | Sebastián Teysera                    | 03:10    |  |
| 5.    | «Pedro»                    | Sebastián Teysera                    | 02:56    |  |
| 6.    | «Paren hoy»                | Sebastián Teysera                    | 02:52    |  |
| 7.    | «Vuelan palos»             | Sebastián Teysera                    | 02:32    |  |
| 8.    | «Mi semilla»               | Sebastián Teysera                    | 03:27    |  |
| 9.    | «A su bola»                | Sebastián Teysera                    | 02:32    |  |
| 10.   | «Gente»                    | Sebastián Teysera                    | 02:44    |  |
| 11.   | «De tal palo, tal astilla» | Sebastián Teysera                    | 03:02    |  |
| 12.   | «El gavilán»               | Anónimo Venezolano                   | 01:54    |  |
| 13.   | «Las polillas»             | Sebastián Teysera - Nicolás Lieutier | 03:16    |  |
| 35:39 |                            |                                      |          |  |

## Integrantes
- Sebastián Teysera: Voz.
- Nicolás Lieutier: Bajo.
- Rafael Di Bello: Guitarra.
- Santiago Butler: Guitarra.
- Lucas De Azevedo: Batería.
- Carlos Quijano: Saxo Alto y tenor.
- Sebastián Cebreiro: Voz.